# Petite Princess Yucie
Yucie (ぷちぷり＊ユーシィ?, Puchi Puri*Yūshī, Petite Princess*Yucie) è un anime mahō shōjo, prodotto da Gainax e andato in onda in Giappone su NHK tra il settembre 2002 e il marzo 2003. Ispirato a Princess Maker, da esso è stato tratto anche un manga disegnato da Ramyu Ryuki e pubblicato in un solo tankōbon il 16 novembre 2002.
In Italia l'anime è stato acquistato intorno al 2004 dalla Rai, che però non l'ha mai mandato in onda una volta concluso il doppiaggio.

## Trama
Yucie è una ragazza di campagna ammessa per caso alla Princess Academy, istituto dove le figlie dei nobili e dei reali studiano la magia, la danza, l'etichetta, la difesa, l'arte e la musica. Qui diventa una delle cinque candidate al titolo di Platinum Princess, che viene assegnato ogni mille anni: il suo obiettivo è raccogliere i frammenti della Eternal Tiara, sparsi nel mondo degli Umani, dei Demoni, del Cielo, degli Spiriti e delle Fate. Quando la tiara sarà completata, sceglierà come principessa una candidata meritevole e le permetterà di realizzare un desiderio.
Mentre le candidate, tutte vittime di una maledizione che le costringe in un corpo da bambine di dieci anni, crescono in saggezza, i loro pendenti aumentano in bellezza e lucentezza a loro volta. Quando Yucie e le altre scoprono che il padre di Beth, principessa del mondo delle Fate, sta morendo, decidono di aiutarla a salvare il reame sconfiggendo il malvagio diavolo Diabolos. Durante la battaglia, però, il principe Arrow viene ferito e, per permettere a Yucie di salvarlo, Cocoloo, Glenda, Elmina e Beth rinunciano alla gara, scoprendo però che chi non viene scelto dalla tiara svanirà. Nonostante le proteste di Yucie, Cocoloo, Glenda, Elmina e Beth fanno in modo che la sua memoria di loro si cancelli, ma la ragazza, sentendo di aver perso qualcosa d'importante, riesce, con l'aiuto del principe e delle Platinum Princess del passato, a riportare indietro le amiche. Le cinque ragazze, ora libere dalla maledizione dei dieci anni, continuano a studiare all'accademia.

## Personaggi
Yucie (ユーシィ?, Yūshī)
Doppiata da: Maria Yamamoto (ed. giapponese), Valeria Vidali (ed. italiana)
La protagonista della storia, Yucie viene trovata, ancora neonata, dal cavaliere Gumbard su un campo di battaglia. A causa di una misteriosa maledizione, ha smesso di crescere all'età di dieci anni, pur avendone ormai diciassette. Allegra e coinvolgente, vuole rompere a tutti i costi la maledizione perché ritiene che l'essere piccola sia un ostacolo per gli altri. Diventa una candidata al titolo di Platinum Princess quando vede la luce della Eternal Tiara, invisibile agli altri. Alla fine si scopre che è la principessa del mondo degli Umani e s'innamora di Arc, il principe che la salvò quando era piccola.
Cocoloo (ココルー?, Kokorū)
Doppiata da: Yukari Fukui (ed. giapponese), Barbara Pitotti (ed. italiana)
Cocoloo è una ragazza affabile, schiva e gentile che diventa presto amica di Yucie. Frequenta la Princess Academy ed è la principessa del mondo dello Spiriti. A causa della sua esagerata gentilezza viene spesso ignorata e anche lei è vittima della maledizione.
Glenda (グレンダ?, Gurenda)
Doppiata da: Yuki Matsuoka (ed. giapponese), Domitilla D'Amico (ed. italiana)
La principessa del mondo dei Demoni, è molto competitiva e possiede enormi poteri. È una spaccona e vede subito in Yucie la sua rivale principale per il titolo di Platinum Princess. Nonostante il suo carattere egoista e geloso, ha anche un lato dolce che cerca di nascondere, finendo alla fine per diventare amica di Yucie e iper-protettiva nei suoi confronti. Vittima come le altre della maledizione, vuole diventare adulta perché spera che così suo padre riesca a governare nel modo corretto, sua madre ritorni e lei possa proteggere tutti gli abitanti del suo mondo.
Elmina (エルミナ?, Erumina)
Doppiata da: Ayako Kawasumi (ed. giapponese), Perla Liberatori (ed. italiana)
La principessa del mondo del Cielo, indossa abiti bianchi e ha un paio di ali. Studiosa e pignola, ha poco senso dell'umorismo. Poiché quando era piccola suo padre non sopportava le imperfezioni, cerca in ogni modo di essere perfetta, ed è molto severa con se stessa ogni volta che fa un errore: quando succede, si deprime. Grazie alle amiche impara ad avere più fiducia in se stessa.
Beth (ベス?, Besu)
Doppiata da: Fumiko Orikasa (ed. giapponese)
La principessa del mondo delle Fate, è atletica e scontrosa, e indossa un elmetto che aumenta i suoi poteri. Nonostante venga scelta come candidata al titolo di Platinum Princess, lascia la Princess Academy quando una forza maligna di nome Diabolos. È così determinata a diventare Platinum Princess da aver rapito Cocoloo e aver cercato di costringerla a ritirarsi. A causa delle difficoltà sofferte nel suo mondo, rifiuta l'aiuto delle altre ragazze e le considera sue nemiche. Con il tempo, però, impara ad aprirsi a loro.
Gumbard (ガンバード?, Ganbādo)
Doppiato da: Ken'yū Horiuchi (ed. giapponese), Gianni Bersanetti (ed. italiana)
Un cavaliere, ha adottato Yucie dopo averla trovata neonata su un campo di battaglia. Amante della regina Ercell, completò la Eternal Tiara per poter ottenere un titolo nobiliare e chiederle di sposarlo; tuttavia, quando tornò, scoprì che la donna si era sposata e aveva avuto un figlio. È il padre naturale del principe Arrow.
Regina Ercell (エルセル女王?, Eruseru Joō)
Doppiata da: Kikuko Inoue (ed. giapponese)
Regina del mondo degli umani, è la preside della Princess Academy e la custode della Eternal Tiara. Il suo compito è trovare le candidate al titolo di Platinum Princess e guidarle nelle prove che devono superare.
Arc (アルク?, Aruku) / Principe Arrow (アロウ王子?, Arou Ōji)
Doppiato da: Takayuki Yamaguchi (ed. giapponese), Marco Vivio (ed. italiana)
Un ragazzo misterioso, incontra Yucie per la prima volta quando cerca rifugio in una chiesa dove la ragazza lavora temporaneamente. In realtà è il principe Arrow, figlio della regina Ercell, e sta cercando colui che per primo riunì la Eternal Tiara perché crede che possa aiutarlo a trovare il suo padre naturale. S'innamora di Yucie.
Cube (キューブ?, Kyūbu)
Doppiato da: Tomo Saeki (ed. giapponese), Nanni Baldini (ed. italiana)
Un demone, è il fedele maggiordomo di Yucie e Gumbard, e può evocare degli oggetti tramite la stregoneria. È stato un tempo il maggiordomo di Glenda, ma è stato bandito dal mondo dei Demoni dalla madre della ragazza.
Gaga (ガガ?, Gaga)
Doppiato da: Kōji Ishii (ed. giapponese)
Il maggiordomo di Glenda, è un demone-gatto dai capelli d'argento e può trasformarsi in un gatto dagli occhi rossi con ali da pipistrello.
Chawoo (チャウ?, Chau)
Doppiato da: Chiaki Maeda (ed. giapponese)
Il maggiordomo di Cocoloo, è un fantasma che spesso si nasconde nelle ombre. È molto devoto alla sua padrona e cerca sempre di proteggerla.
Belbel (ベルベル?, Beruberu)
Doppiata da: Tomoko Kaneda (ed. giapponese)
La cameriera di Beth, è una fata.
Balizan (バリザン?, Barizan)
Doppiato da: Tomohiro Nishimura (ed. giapponese)
Il maggiordomo di Elmina, è un robot dorato.

## Anime

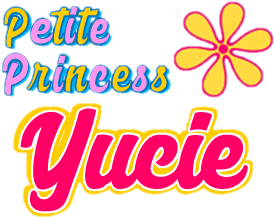
Logo occidentale della serie

La sigla d'apertura è Egao no tensai (えがおのてんさい? lett. "Il genio del sorriso"), cantata dalle doppiatrici delle cinque protagoniste con il nome Puchipurīzu; la sigla di chiusura è Ienai kara (言えないから? lett. "Perché non lo posso dire"), cantata da Yōko Ishida. Nell'episodio 21 è presente anche una insert song, Tomodachi de rival (ともだちでライバル? lett. "Amiche, eppure rivali"), cantata dalle Puchipurīzu.
La sigla italiana, rimasta inedita come gli episodi, è cantata da Valeria Vidali, doppiatrice italiana della protagonista.

### Episodi
| Nº | Titolo italiano Giapponese 「Kanji」 - Rōmaji - Traduzione letterale | In onda           | In onda |
| Nº | Titolo italiano Giapponese 「Kanji」 - Rōmaji - Traduzione letterale | Giapponese        |         |
| 1  | Yucie e la principessa di Platino 「誕生！プラチナプリンセス候補」 - Tanjō! Purachina Purinsesu kōho – "È nata! La candidata Platinum Princess"                                            | 30 settembre 2002 |         |
| 2  | Alla ricerca del fiore di cristallo 「ライバル登場？ユーシィ、学校に行く」 - Raibaru tōjō? Yūshī, gakkō ni iku – "È apparsa una rivale? Yucie, va a scuola"                                | 7 ottobre 2002    |         |
| 3  | Torta nuziale 「ドキドキ！初めてのアルバイト！」 - Dokidoki! Hajimete no arubaito! – "Batticuore! Il primo lavoro part-time!"                                                              | 14 ottobre 2002   |         |
| 4  | 「どうしよう？毛玉パニック！」 - Dōshiyō? Kedama panikku! – "E adesso che cosa faccio? Il panico della palla di pelo!"                                                                     | 21 ottobre 2002   |         |
| 5  | 「メモリー⋯ 遠い日の花園」 - Memorī… Tōi hi no hanazono – "Memorie… Il giardino di quel giorno lontano"                                                                                    | 28 ottobre 2002   |         |
| 6  | 「もしかして！？出会いは突然やってきた」 - Moshikashite!? Deai wa totsuzen yattekita – "Forse è lui!? L'incontro è avvenuto all'improvviso"                                                | 11 novembre 2002  |         |
| 7  | 「ニャンと？魔界はネコばかり」 - Nyanto? Makai wa neko bakari – "Miao, eh? Il mondo dei Demoni è pieno di gatti"                                                                           | 18 novembre 2002  |         |
| 8  | Scintilla, l'io dentro di me 「きらめいて、私の中のワタシ」 - Kirameite, watashi no naka no watashi – "Scintilla, me dentro me stessa"                                                     | 25 novembre 2002  |         |
| 9  | Perfezione? Entra la principessa del mondo del Paradiso 「パーフェクト？天界の姫現る！」 - Pāfekuto? Tenkai no hime arawareru! – "Perfetta? Appare la principessa del mondo del Paradiso!" | 2 dicembre 2002   |         |
| 10 | Incontri in biblioteca 「運命？再会のライブラリー」 - Unmei? Saikai no raiburarī – "Destino? La biblioteca del ricongiungimento"                                                           | 9 dicembre 2002   |         |
| 11 | La luce della sirena 「思いは届く 渚で出会った少女」 - Omoi wa todoku Nagisa de deatta shōjo – "I pensieri la raggiungeranno: la ragazza che ho incontrato alla spiaggia"                  | 16 dicembre 2002  |         |
| 12 | La volontà di Elmina 「挑戦！天界トライアスロン」 - Chōsen! Tenkai toraiasuron – "Sfida! Il triathlon del mondo del Paradiso"                                                              | 23 dicembre 2002  |         |
| 13 | La magica pozione 「ロマンス！！恋の魔法は突然に」 - Romansu!! Koi no mahō wa totsuzen ni – "Romanticismo!! La magia dell'amore arriva senza preavviso"                                    | 30 dicembre 2002  |         |
| 14 | La quinta candidata 「謎また謎！妖精界のプリンセス」 - Nazo mata nazo! Yōsei-kai no purinsesu – "Mistero e ancora mistero! La principessa del mondo delle Fate"                            | 6 gennaio 2002    |         |
| 15 | L'asilo nido 「新生ぷちぷり！新たなる課題」 - Shinsei puchipuri! Aratanaru kadai – "La rinascita delle piccole principesse! Nuove sfide"                                                   | 13 gennaio 2003   |         |
| 16 | La festa del raccolto, la decisione di Yucie 「収穫祭 ユーシィの決意！」 - Shūkakusai Yūshī no ketsui! – "Il festival della vendemmia: la determinazione di Yucie!"                        | 20 gennaio 2003   |         |
| 17 | Che seccatura! Il mondo delle Fate 「大迷惑！！妖精界はウソだらけ」 - Dai meiwaku!! Yōsei-kai wa uso darake – "Un grande fastidio!! Il mondo delle Fate è pieno di bugie"                  | 27 gennaio 2003   |         |
| 18 | Le anime ardenti dei valletti! Salvate Balizan 「燃えろ執事魂！バリザンを救え」 - Moero shitsuji tamashī! Barizan wo sukue – "Le brucianti anime dei maggiordomi! Salvate Balizan"         | 3 febbraio 2003   |         |
| 19 | Un padre molto severo 「ご奉仕します！ご主人はヘンクツ様」 - Gohōshi shimasu! Goshujin wa henkutsu-sama – "Al suo servizio! Il padrone è signor Intolleranza"                              | 10 febbraio 2003  |         |
| 20 | Chiaro tramonto! Il fiore della felicità 「告白！二人きりの舞踏会」 - Kokuhaku! Futarikiri no budōkai – "Dichiarazione! Una palla per due"                                                 | 17 febbraio 2003  |         |
| 21 | Più amiche che rivali 「全員集合！心をつなぐ歌声」 - Zenin shūgō! Kokoro wo tsunagu utagoe – "Tutte insieme! Il canto che collega i cuori"                                                 | 24 febbraio 2003  |         |
| 22 | 「見える？見えない？幽霊屋敷へいらっしゃい」 - Mieru? Mienai? Yūrei yashiki he irasshai – "Visibile? Invisibile? Benvenuta alla casa stregata"                                             | 3 marzo 2003      |         |
| 23 | 「妖精界へ⋯⋯ 輝け、五つの心！」 - Yōsei-kai he…… Kagayake, itsutsu no kokoro! – "Nel mondo delle Fate…… Brillate, cinque cuori!"                                                           | 10 marzo 2003     |         |
| 24 | 「卒業⋯⋯ 胸に秘めた思い」 - Sotsugyō…… Mune ni himeta omoi – "Il diploma…… Pensieri tenuti dentro di me"                                                                                   | 17 marzo 2003     |         |
| 25 | 「最後のセーヌ！プリンセスの選択」 - Saigo no sēnu! Purinsesu no sentaku – "L'ultima scena! La selezione della principessa"                                                                | 24 marzo 2003     |         |
| 26 | 「いつか大人になる私へ」 - Itsuka otona ni naru watashi he – "Alla me che un giorno diventerà adulta"                                                                                      | 24 marzo 2003     |         |